# Myrmarachne formicaria tyrolensis
Myrmarachne formicaria là một phân loài nhện trong họ Salticidae.
Loài này thuộc chi Myrmarachne. Myrmarachne formicaria tyrolensis được Carl Ludwig Koch miêu tả năm 1846.

## Hình ảnh

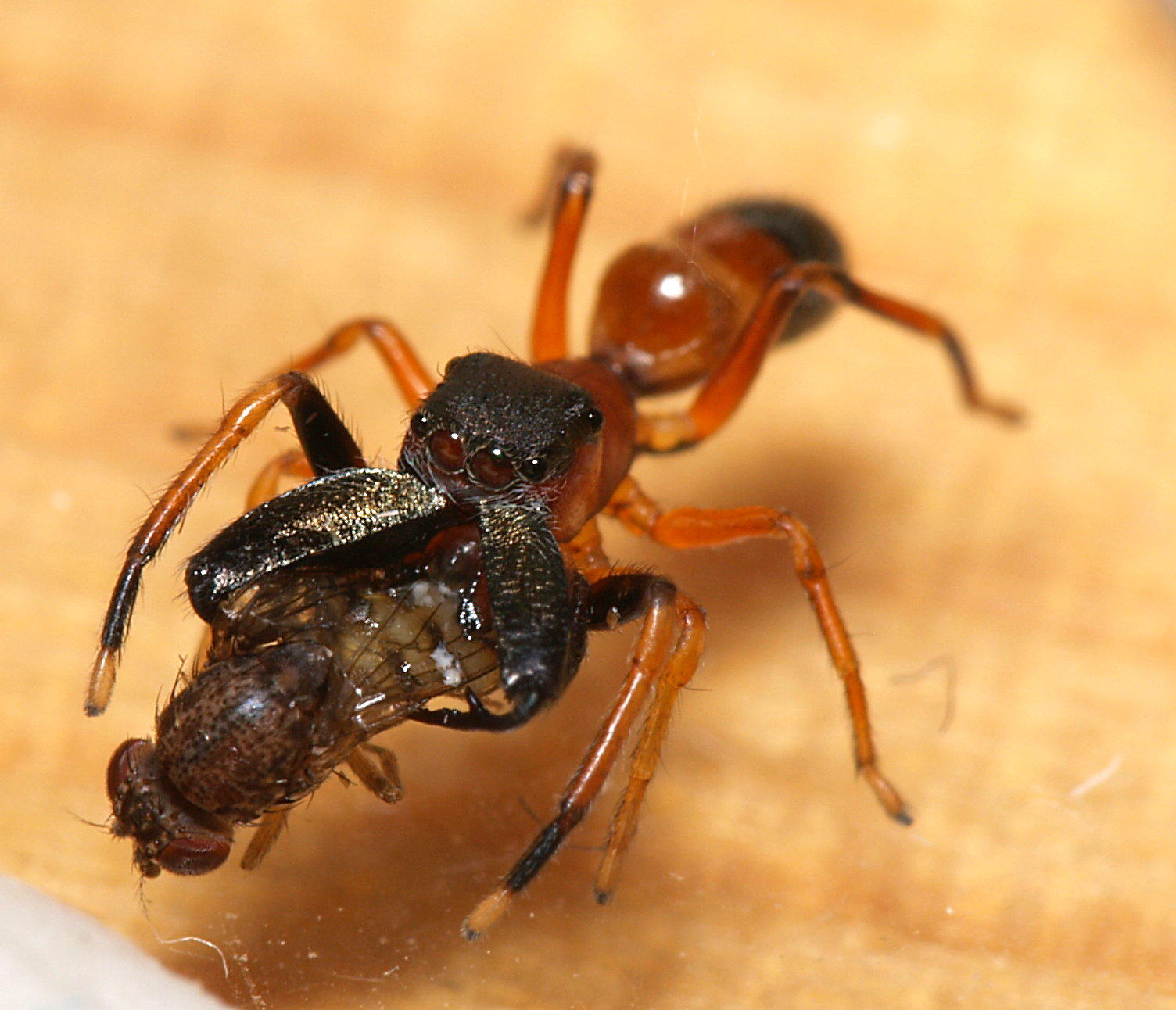
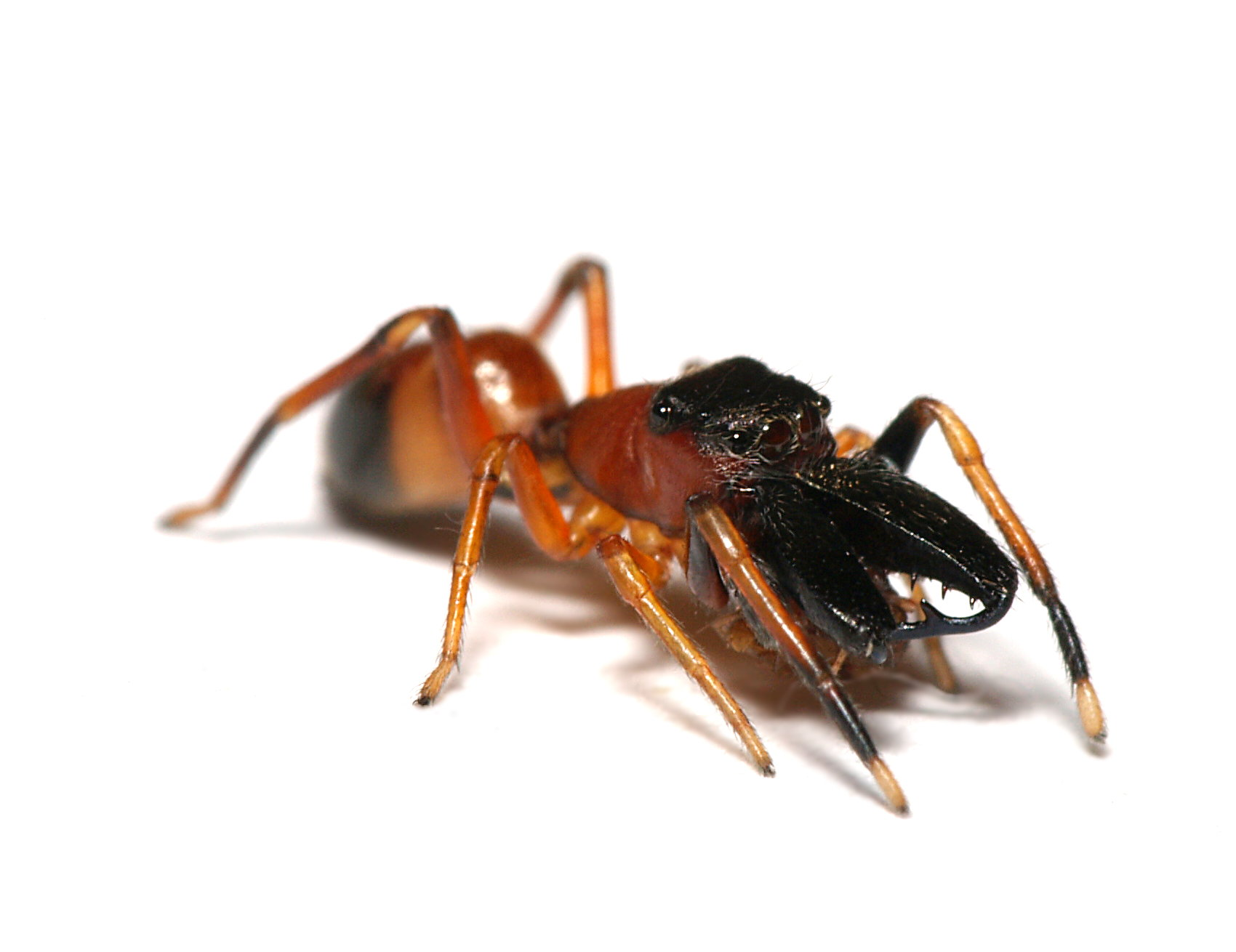
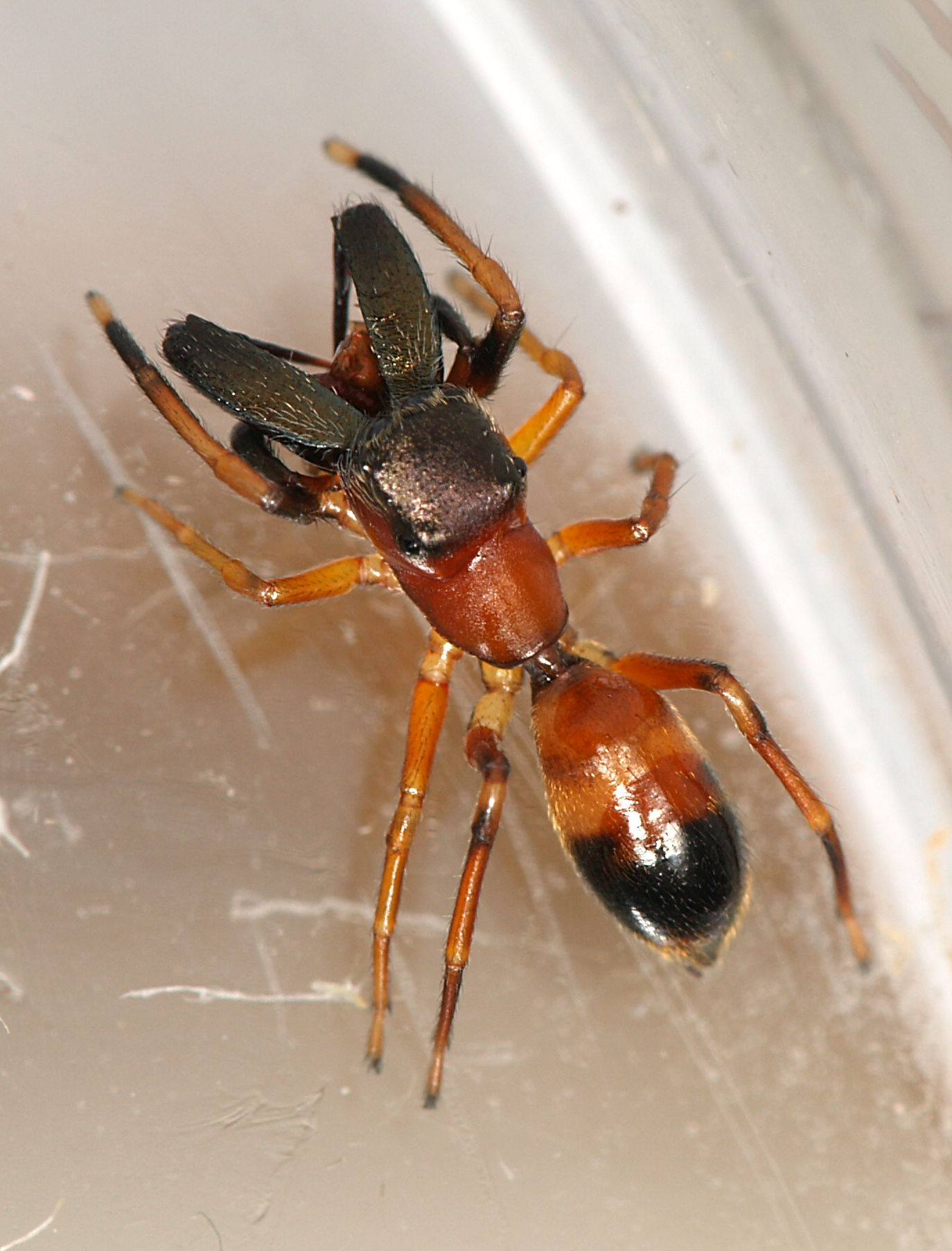